# 約瑟夫·莫雷爾
約瑟夫·D·莫雷爾（Joseph D. Morelle；/məˈrɛli/ mə-RELL-ee，1957年4月29日—），是一位美國政治人物，自2018年代表纽约州第25國會選區，曾是代表第136選區紐約州議會，2013年1月，議長謝爾頓·西爾弗任命為紐約州議會多數黨領袖，還在議長缺席期間擔任代理議長。

## 外部連結
- Congressman Morelle （页面存档备份，存于） official U.S. House website
- Campaign website （页面存档备份，存于）

- 美國國會國家人物傳記大辭典中的傳記
- 由華盛頓郵報維護的投票記錄
- 智慧投票计划中的傳記、投票紀錄及利益集團評級
- 聯邦選舉委員會中的競選財務報告和數據
- C-SPAN內的頁面（英文）